# 16065 Борель
16065 Борель (16065 Borel) — астероїд головного поясу, відкритий 11 вересня 1999 року.
Тіссеранів параметр щодо Юпітера — 3,382.